# ヴァンデンバーグ宇宙軍基地第2発射施設
ヴァンデンバーグ宇宙軍基地第2発射施設(英語: Space Launch Complex 2、SLC-2)はアメリカ合衆国カリフォルニア州ヴァンデンバーグ宇宙軍基地の運用中のロケット発射施設。
発射台は2基存在する。東部発射台(SLC-2E)は1966年から1972年までデルタ、ソー・アジェナ、ソラド・アジェナに使われていたが、現在は解体されている。西部発射台(SLC-2W)は1966年以降デルタ、ソー・アジェナ、デルタ IIの打ち上げに使われており、現在でも運用中である。
第2発射施設はもともとヴァンデンバーグ空軍基地第75発射施設の一部であった。1966年にこの発射施設が分割された際、新たに再指定されたSLC2からの最初の打ち上げは1966年10月2日のSLC-2EでのデルタEによるESSA-3の打ち上げであった。再指定後のSLC-2Wからの初打ち上げは1966年12月29日のソー・アジェナによるOPS 1584の打ち上げであった。
SLC-2EとSLC-2Wは610mほど離れて配置されている。

## 註
1. ↑  “Space Launch Complex 2 ［SLC-2］ -- Vandenberg Air Force Base”.   Federation Of American Scientists (2000年6月16日). 2015年7月17日閲覧。